# Chaussure Areni-1
La chaussure Areni-1 est une chaussure en cuir vieille de 5 500 ans, trouvée en 2008 sur le site archéologique Areni-1, situé dans la région de Vayots Dzor, en Arménie. Cette chaussure, en excellent état de conservation, est la plus ancienne chaussure en cuir connue à ce jour.

## Historique
La découverte de la chaussure Areni-1 est le fait d'une équipe internationale dirigée par Boris Gasparyan, archéologue de l'institut d'archéologie et d'ethnologie de l'Académie nationale des sciences de la république d'Arménie. La chaussure a été découverte en 2008 par une doctorante arménienne, Diana Zardaryan. Les découvertes de l'équipe ont été publiées en 2010 dans la revue PLOS One.

## Le site
Areni-1 (en arménien : Արենի-1) est une grotte située à côté du village d'Areni, en Arménie, le long de la rivière Arpa, dans la région de Vayots Dzor.
L'artéfact reposait au fond d'une fosse circulaire et enduite de plâtre, profonde de 45 cm et d'une circonférence de 44 à 48 cm. Elle reposait à l'envers, sous un bol de céramique brisé datant du Néolithique récent. Un pot brisé et des cornes de chèvre ont aussi été trouvés à proximité.
De grands récipients, contenant du blé, de l'orge ou des abricots, en bon état de conservation, ont aussi été trouvés sur le site. D'autres fouilles ont permis la mise au jour sur le site du plus ancien chai connu. 

## Description
La chaussure, faite pour le pied droit, a été trouvée presque intacte. On impute cette conservation exceptionnelle au froid et à l'absence d'humidité à l'intérieur de la grotte Areni-1 et à la présence d'une épaisse couche de crottes de mouton agissant comme un isolant.
La chaussure contenait de l'herbe, et les archéologues ignorent si son rôle était de préserver la température du pied, ou bien de conserver la forme de la chaussure lorsqu'elle n'était pas portée. L'archéologue Ron Pinhasi n'a pas su déterminer si la chaussure était portée par un homme ou une femme. Sa taille 37 (Europe) ou 7 (Amérique du nord) est petite mais cohérente avec la physiologie des hommes de la région à cette époque. Les lacets ont aussi été préservés.

## Datation
La chaussure Areni-1 a été datée d'environ 3500 av. J.-C. par datation par le carbone 14. Son âge dépasse de quelque deux siècles celui d'Ötzi, momie du Néolithique trouvée dans les Alpes. Néanmoins, on a trouvé des sandales vieilles de 10 000 ans dans l'Oregon, aux États-Unis.

## Analyse
Cette chaussure correspond de par sa technique de conception à un modèle que l'on trouve ailleurs en Europe. Il semble que, pendant plusieurs millénaires, ce type de chaussure ait été porté sur l'ensemble du continent. Ron Pinhasi signale que la chaussure Areni-1 est similaire aux pampooties, un type de chaussure porté dans les îles d'Aran, en Irlande, jusque dans les années 1950. Il existe aussi un cousinage entre Areni-1 et les opanci des Balkans, type de chaussure que l'on peut encore apercevoir dans des festivals folkloriques.

## Conservation
La chaussure Areni-1 est exposée au Musée d'histoire de l'Arménie.